# 샤를에밀 드 트루네민
샤를에밀 바셰 드 트루네민(프랑스어: Charles-Émile Vacher de Tournemine, 1812년 10월 25일~1872년 12월 22일)은 오리엔탈리즘 풍경화를 전문으로 그린 프랑스의 화가이다.

## 생애
샤를에밀 드 트루네민의 할아버지 장샤를 바셰 드 트루네민(Jean-Charles Vacher de Tournemine, 1755~1840)은 고고학자였다. 그의 아버지 베르나르 바셰 드 투르네민(Bernard Vacher de Tournemine, 1788~1861)은 군인이었으며 샤를의 어머니인 마리 안 빅투아르 루보(Marie Anne Victoire Roubaud, 1783~1852)와는 결혼하지 않은 사이였다. 샤를의 아버지는 혼외 관계로 그를 낳았지만 항상 그에게 관심을 가졌고 그의 경력을 지원하는 데 도움을 주었다.
1825년에 샤를은 프랑스 해군이 운영하는 중등 학교인 École des mousses에 입학하여 스쿠너인 L'Amaranthe의 캐빈 보이로 근무했다. 그는 동지중해 전역을 항해하였고, 1827년 10월 27일 나바리노 해전 중 왼쪽 눈에 부상을 입었다. 1831년 그는 해군을 그만두고 그의 아버지가 대령으로 있었던 프랑스 제11포병 연대(11e régiment d'artillerie)에 입대했다. 그는 아주 어릴 때부터 예술적 재능을 보였으며, 1840년에 프랑스 전쟁부에서 디자이너가 되었다.
파리에 있는 동안 그는 이모와 함께 살았고 화가 외젠 이자베이의 작업실을 방문하기 시작했으며, 예술계의 여러 유명인사와 친분을 쌓았다. 그는 1843년과 1844년에 노르망디, 피카르디, 브르타뉴, 루아르 지방으로 그림을 그리러 여행을 떠났다. 1845년에 이모가 사망하자 그는 이모의 재산을 물려받고 마리에밀리클라리스 쇼뱅(Marie-Émilie-Clarisse Chauvin, 1824~1891)과 결혼했다. 이 시기에 그는 예술품을 구매하기 시작했으며 상당한 양의 예술품을 수집했다.
1846년부터 1853년까지 그는 친구이자 화가인 프랑수아 루이 프랑세와 함께 'Les artistes contemporains'라는 연간 석판화 컬렉션을 출판했다. 1846년에는 살롱에서 첫 작품을 전시하기도 했으며 1852년에는 뤽상부르 박물관의 큐레이터가 되었다. 1852년 그의 어머니가 돌아가셨고, 그는 여행을 떠나야 겠다는 마음을 먹었다. 다음 해에 그는 해군에 복무했을 당시 방문했던 곳과 북아프리카의 해안 지역을 장기 방문하는 데 필요한 비용을 충당하기 위해 자신의 컬렉션 중 상당 부분을 판매했다. 이 여행은 그에게 동양화가가 되는 영감을 주었다. 1855년에 그는 만국 박람회에서 오리엔탈리즘 장르의 첫 작품을 선보였다. 1857년 이후로 그는 더 이상 지역 풍경을 그리는 것을 포기했다. 그 후 중동으로의 여행이 이어졌는데, 그 중 일부는 정부의 후원을 받았다.
1869년 그는 외제니 황후의 일행 중 한 사람으로 수에즈 운하 개통을 위해 이집트를 방문했다. 그 다음 해, 그는 파리 공성전 중에 뤽상부르 박물관의 컬렉션을 보호하는 책임을 맡았다.
파리 코뮌의 "피의 주간" 사건 이후 그는 큐레이터 직위를 그만두고 고향 툴롱으로 돌아와 1872년에 사망했다. 그는 파리의 몽마르트르 묘지에 안치되었다.

## 작품

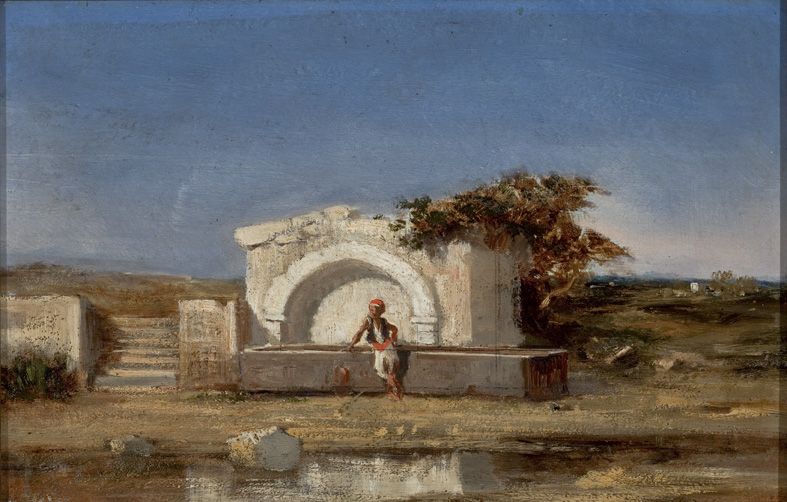
《분수가 있는 풍경》, 1860년경, 상파울루 미술관
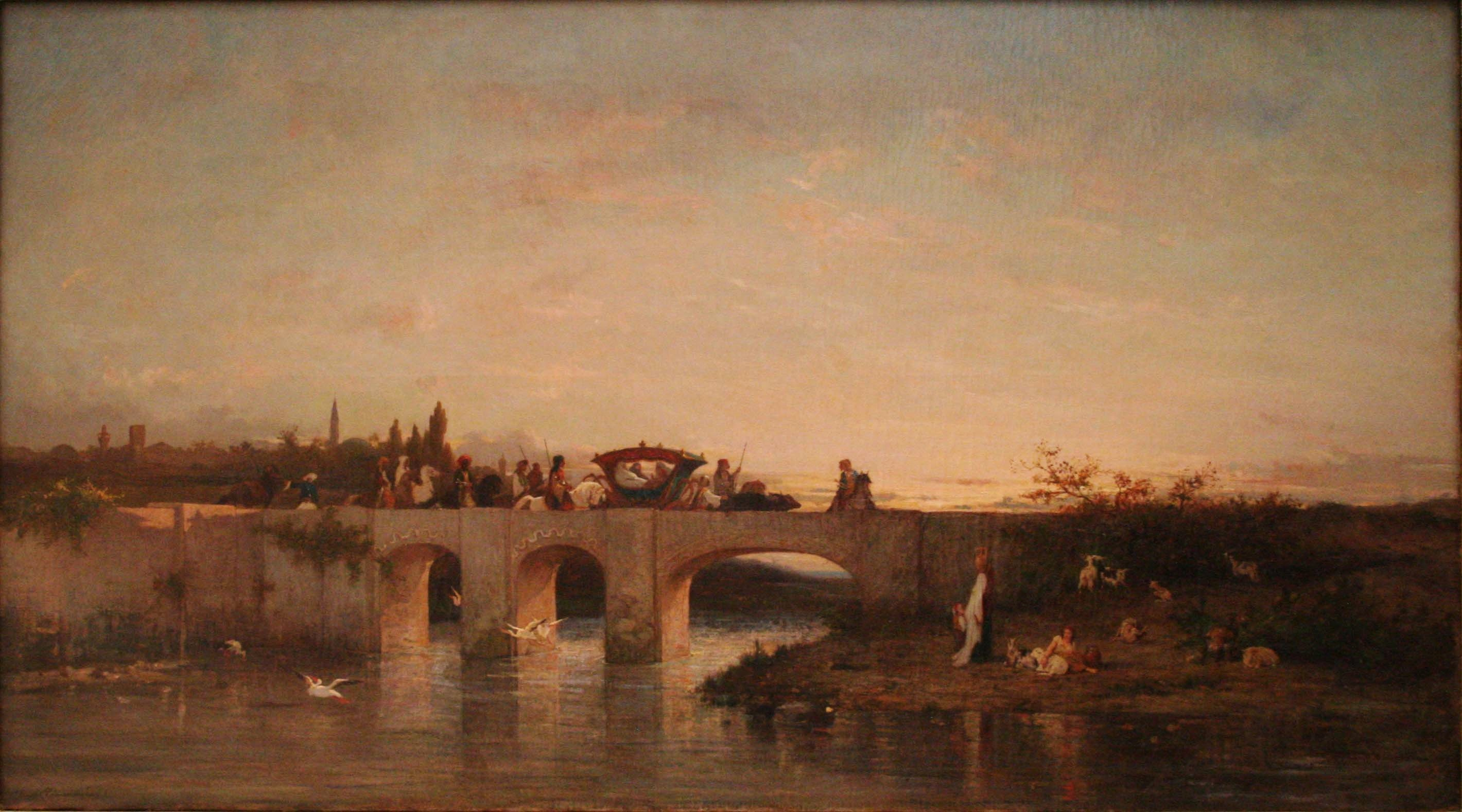
《터키 귀족 여성들》, 모험을 떠나다, 1863년, 파브르 미술관
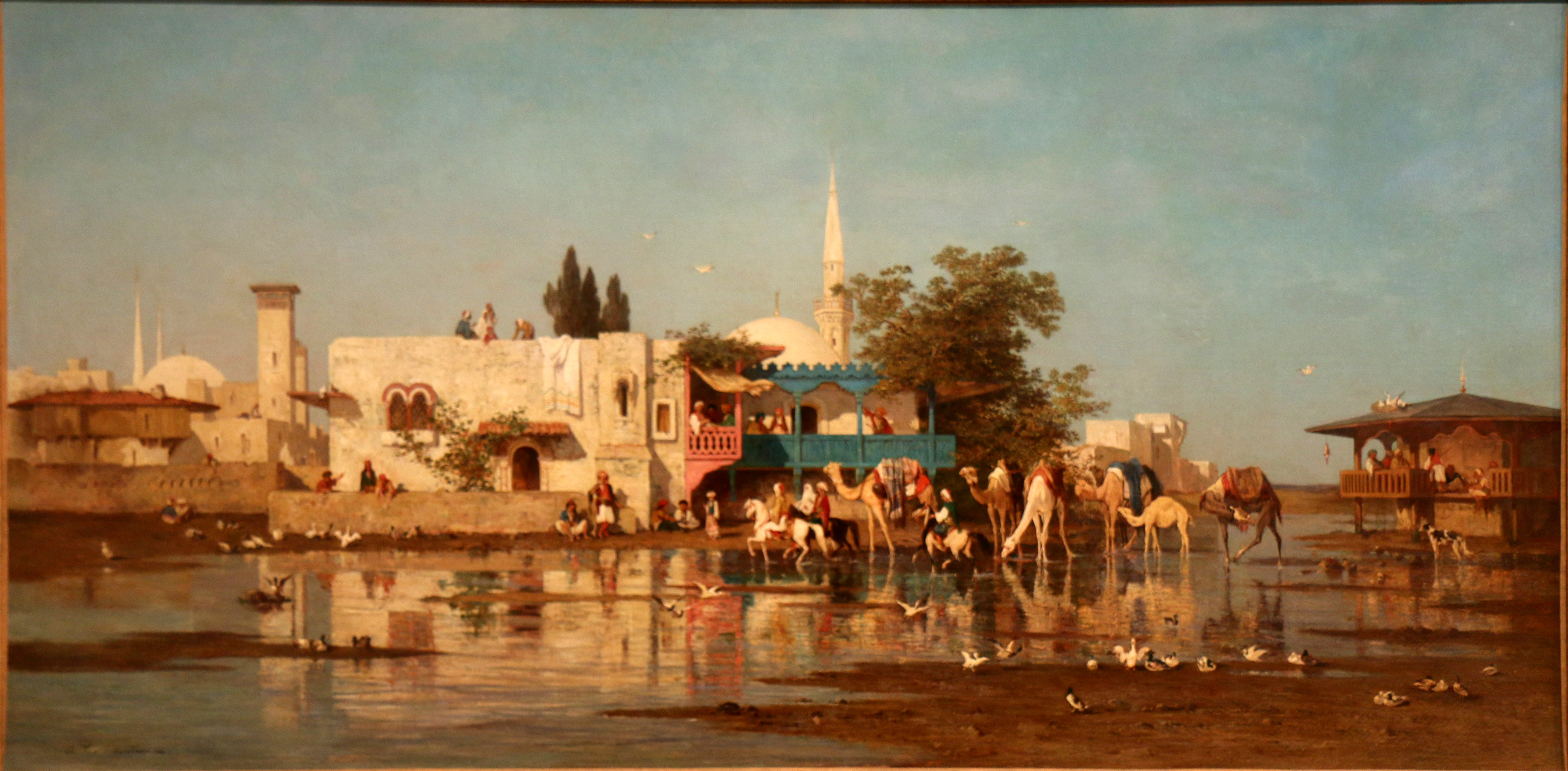
《Chabran-el-Kébir의 시장으로 이어지는 거리》, 1865년
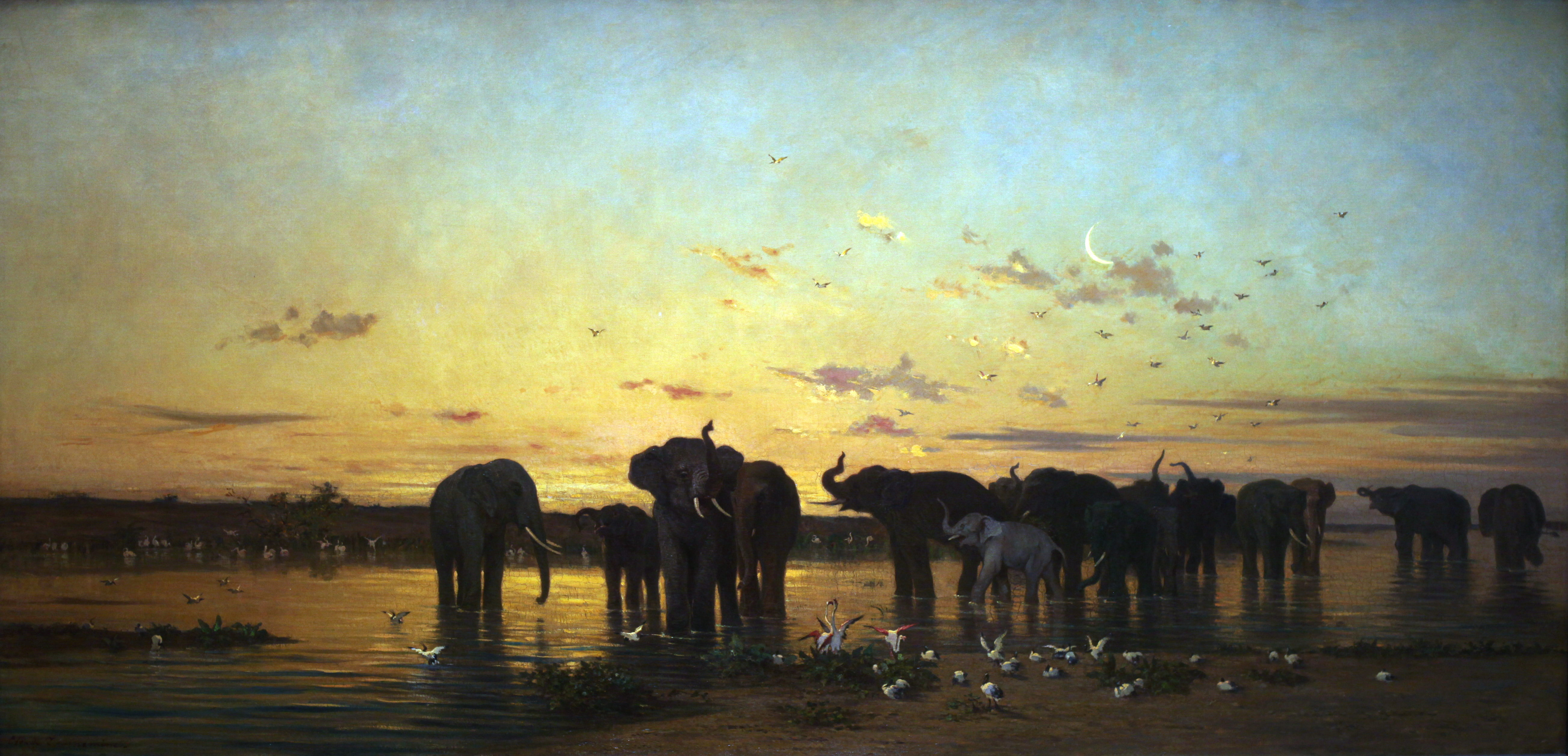
《아프리카 코끼리》, 오르세 미술관
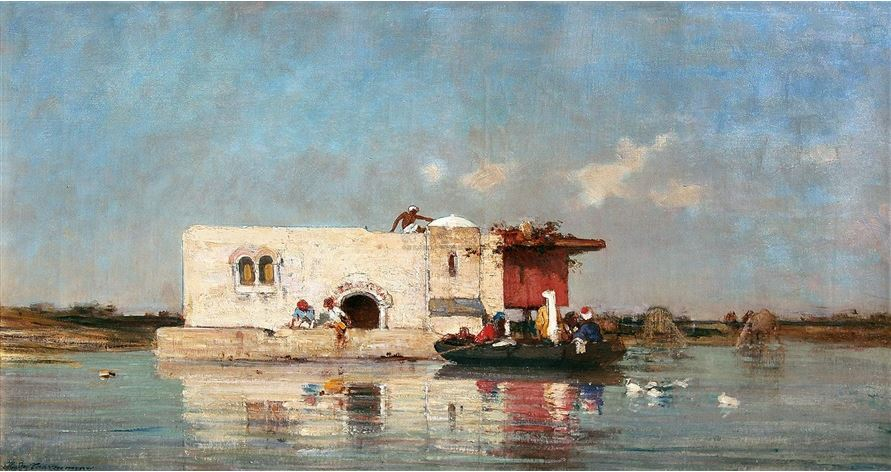
《튀르키예의 집》
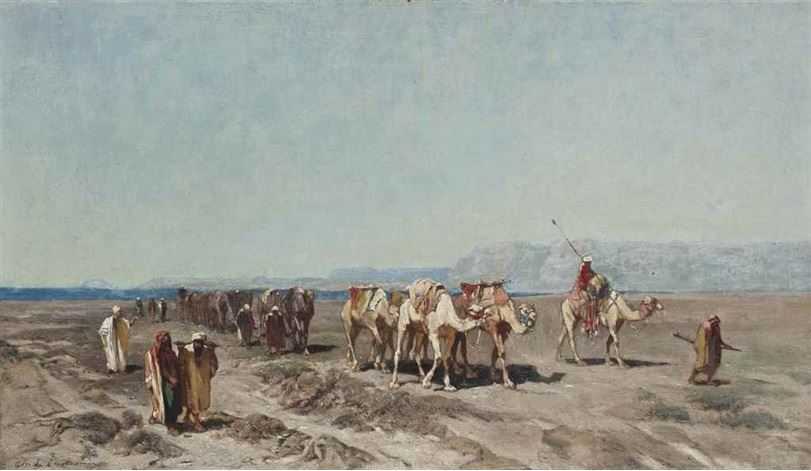
《낙타 무리》

## 참고 문헌
- Geneviève Lacambre, Jacqueline de Rohan-Chabot, Le Musée du Luxembourg en 1874, 파리, Éditions des Musées nationaux, 1974ISBN 978-2-7118-0003-2
- Jean-Roger Soubiran, Denise Jasmin, Jean-Jacques Gloton, Jacques Foucart, Jean-Claude Lesage: Le musée a cent ans, 전시회 카탈로그, Musée de Toulon, 1988-89,ISBN 2-905076-29-1